# Sellaoua Announa
Sellaoua Announa, Thibilis à l'époque antique, est une commune de la wilaya de Guelma en Algérie.

## Histoire
Announa correspond au territoire de la cité numido-romaine de Thibilis